# Silène ivre (Ribera)
Pour les articles homonymes, voir Silène ivre.
Silène ivre est une peinture à l'huile sur toile (185 × 229 cm) du peintre espagnol José de Ribera, réalisée en 1626 à Naples, et conservée au musée de Capodimonte à Naples. Elle constitue l'un des chefs-d'œuvre absolus du peintre espagnol, ainsi que de la peinture napolitaine du XVIIe siècle et est considérée comme le plus emblématique du musée.

## Histoire
La première information relative à la propriété de la toile de Silène ivre concerne le noble Giovanni Francesco Salernitano, baron de Frosolone, personnalité de rang peu important dans la société aristocratique napolitaine, qui est vraisemblablement également le client de l'œuvre. À sa mort, l'antiquaire local et ancien collaborateur de Battistello Caracciolo, Giacomo di Castro, se charge de rédiger son testament, qui comprend notamment un « Bacco dello Spagnouolo » (un « Bacchus de Spagnouolo », Spagnouolo étant le surnom de Ribera), évalué à 150 ducats. Cinq ans plus tard, en 1653, le célèbre marchand flamand Gaspare Roomer achète l'œuvre pour 550 ducats, enrichissant ainsi sa collection d'art située dans sa résidence de Naples, la villa Roomer. Giovanni Salernitano décède en 1655, donc deux ans après le changement de propriétaire : on peut en déduire que di Castro soit avait acheté auparavant d'autres œuvres de Salernitano pour lui-même, soit avait été nommé agent par Giovanni Francesco lui-même pour s'occuper de leurs ventes.
Après un premier passage de la collection Roomer à la collection Vandeneynden, propriété de son compatriote et ami de la famille Ferdinando, peu avant 1674, la toile apparaît dans l'inventaire post mortem de Ferdinando, daté de 1688, dressé par Luca Giordano pour la même famille flamande, où elle est évaluée à 1 000 ducats. L'œuvre est donnée en héritage à sa fille Giovanna Vandeneynden, qui s'installe avec Giuliano Colonna, prince de Stigliano, restant ainsi dans le palais familial de la via Toledo, le palais Zevallos, où elle reste au moins jusqu'en 1783.
À la fin du XVIIIe siècle, le Silène ivre entre dans la collection de la Maison de Bourbon-Siciles comme part de leurs possessions napolitaines et est exposé à l'intérieur de leur palais de Capodimonte. En 1802, après la défaite de la république parthénopéenne, la toile est transportée à Palerme pour des raisons de sécurité, où elle reste jusqu'en 1806, date à laquelle elle revient finalement à Naples.

## Description et style
L'œuvre, dont le fond est un paysage classique dans un espace dégagé  sous un ciel couvert, a été réalisée avec un coup de pinceau épais pour représenter les personnages, tandis qu'un coup de pinceau plus fin, en noir, délimite les contours, offrant une plus grande tridimensionnalité.
La figure centrale est celle de Silène, un gros homme, d'abord considéré comme Bacchus, représenté allongé sur un drap, entièrement nu et exposant à la lumière son majestueux bidon, couronné et rasé de frais, en train de de faire servir une coupe de vin par un personnage derrière lui, portant une outre sur ses épaules, pendant les célébrations précisément en l'honneur de Bacchus, entouré d'un petit groupe de satyres de différents âges ; sur le côté droit, Pan avec des oreilles, des cornes et des pattes de bouc couronne Silène de quelques sarments de vigne. Quelques objets typiques de son personnage, comme le berger de l'élevage de moutons, la tortue, symbole de la paresse, et le coquillage, symbole avec lequel il a annoncé sa mort, figurent également autour de Pan.
En bas à droite, se trouve un serpent, qui symboliserait la sagesse, avec un parchemin qu'il a déchiré de ses dents, qui porte le nom de l'auteur, son lieu de naissance, la date d'exécution de l'œuvre et son appartenance à la prestigieuse Académie romaine de Saint-Luc ; en haut à droite, le profil serait celui d'Apollon, alors que selon d'autres, cette figure pourrait être celle de Priape, alors qu'il tente d'abuser de la nymphe Lotis ; à droite un jeune satyre, également avec des oreilles de bouc, sourit, et derrière lui, l'âne est un des symboles retrouvés dans les représentations de Silène, laissé au bord d'une rivière, braillant.

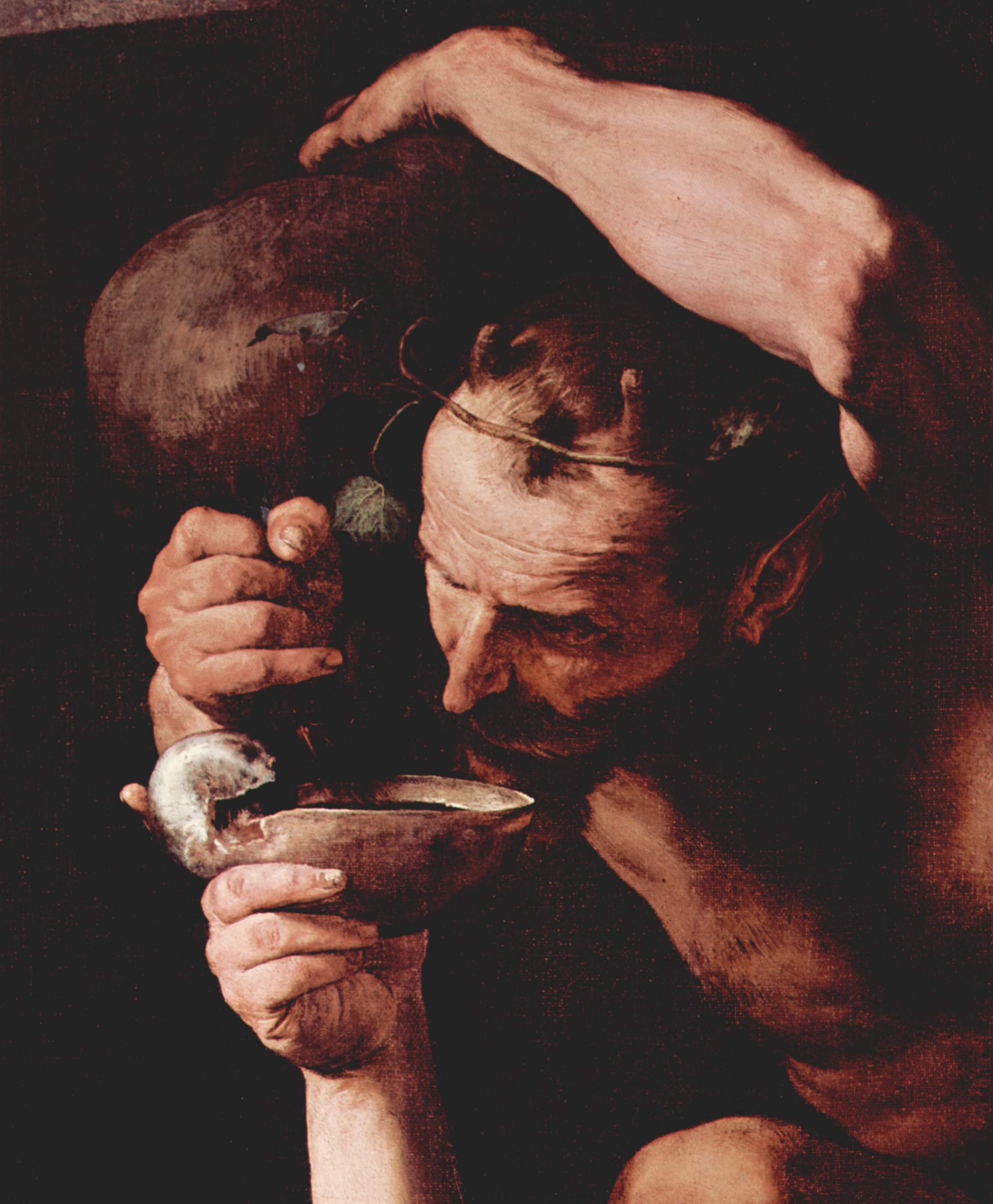
Détail.
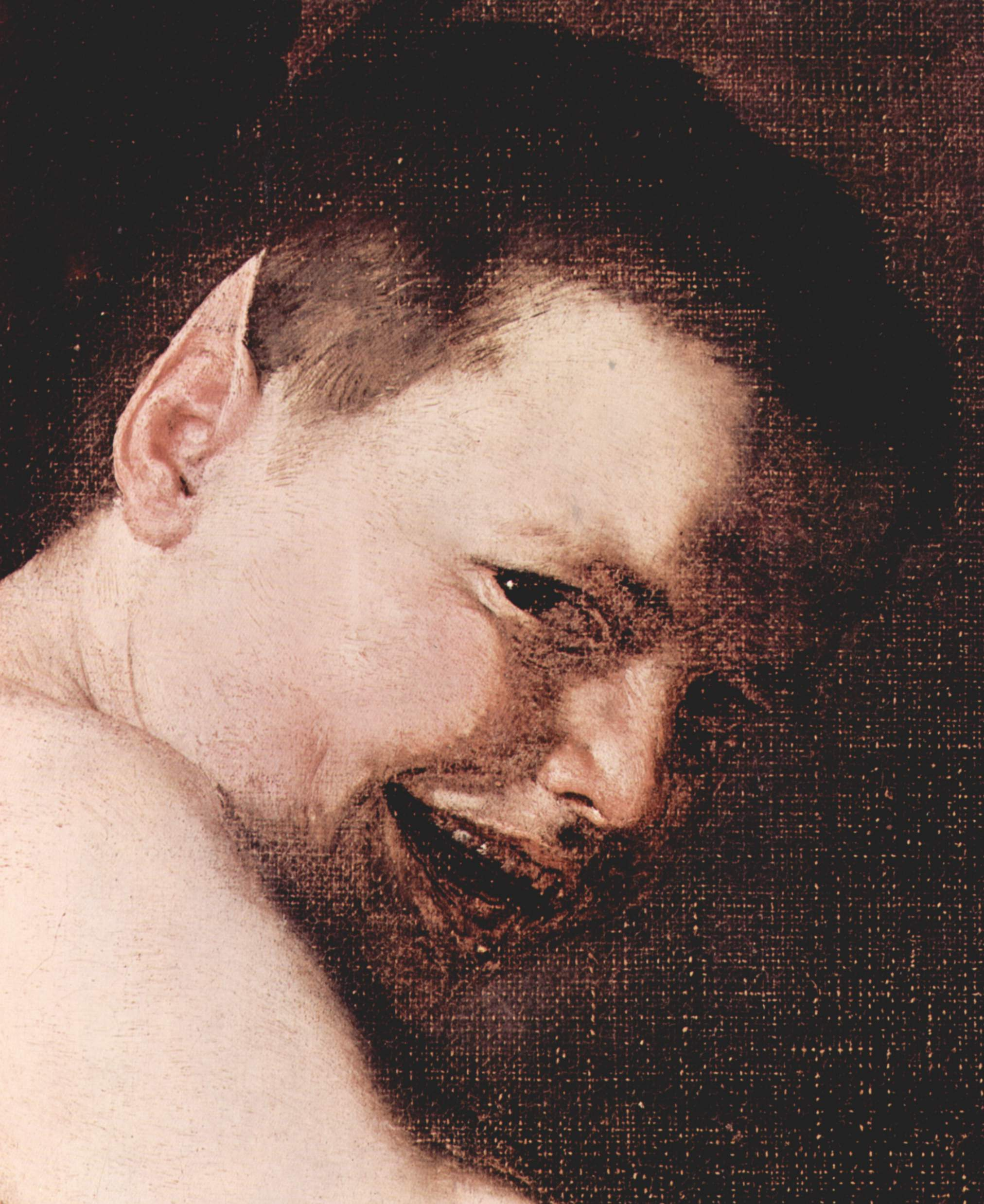
Détail.
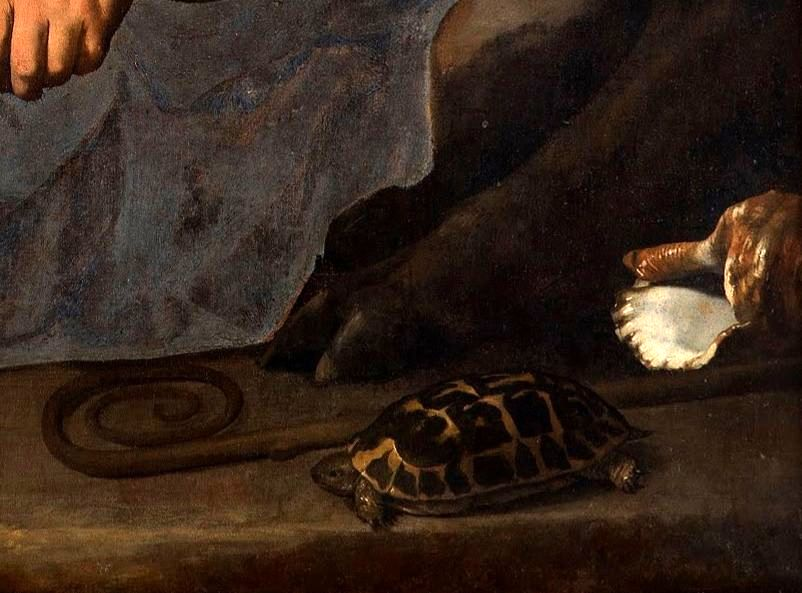
Détail.

## Analyse

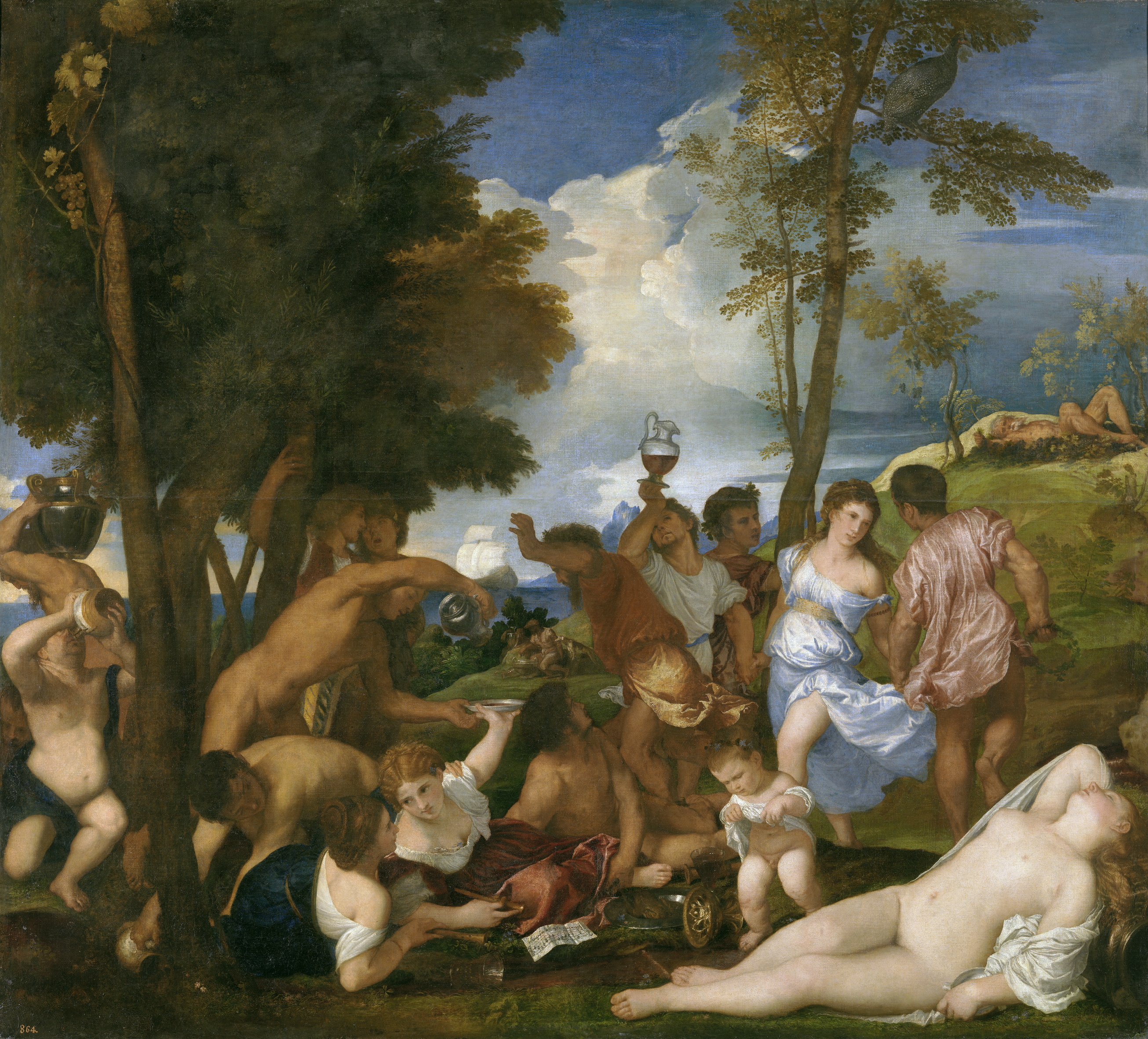
Titien, La Bacchanale des Andriens, 1523-1526, musée du Prado, Madrid.

Ribera, alors âgé de trente-cinq ans, affirme ici sa position sur la scène locale avec une peinture déconcertante et volontairement peu gracieuse. Il revisite le thème de l'ivresse de Silène, issu d'une longue tradition. Il rend ainsi hommage à La Bacchanale des Andriens de Titien, tableau attesté de 1633 à 1637 dans les collections du vice-roi de Naples, duc de Monterrey, dans une interprétation irrévérencieuse.
Pour la première fois, la mythologie est traitée en termes particulièrement terre-à-terre. Peu jusqu'alors s'étaient risqués à un rendu aussi peu académique sur l'exemple des anciens. Cet exemple sera écrasant pour les peintres locaux. 
Silène ivre marque un renversement parodique de l'esprit de la Renaissance vénitienne. Cette réinterprétation de Titien proche de la caricature, inspirera plusieurs disciples de Ribera à Naples, de Francesco Fracanzano au « Maître des annonces aux bergers », jusqu'à Luca Giordano.
Siène est affalé comme une baleine échouée, posant en Vénus obèse et suante. Cette corporalité sans filtre est aussi caractéristique de la littérature napolitaine de l'époque. Ainsi, Il Cunto de li Cunti (Le Conte des contes) de Giambattista Basile, publié en 1634, participe à cette lecture sarcastique de la renaissance.

## Exposition
Cette peinture est exposée dans le cadre de l'exposition Naples à Paris. Le Louvre invite le musée de Capodimonte au musée du Louvre du 7 juin 2023 au 8 janvier 2024.